# La seducció de Joe Tynam
La seducció de Joe Tynam (títol original: The Seduction of Joe Tynan) és un pel·lícula estatunidenca de Jerry Schatzberg estrenada el 1979. Ha estat doblada al català.

## Argument
El Senador Joe Tynan veurà la seva vida trastornada: intenta barallar-se contra la nominació d'un president racista al cap de la Cor Suprema; casat i pare de família, s'enamora d'una advocada, Karen Traynor.

## Repartiment
- Alan Alda: Joe Tynan
- Barbara Harris: Ellie Tynan
- Meryl Streep: Karen Traynor
- Rip Torn: el Senador Kittner
- Melvyn Douglas: el Senador Birney
- Charles Kimbrough: Francis
- Carrie Nye: Aldena Kittner
- Michael Higgins: el Senador Pardew
- Blanche Baker: Janet
- Adam Ross: Paul Tynan

## Al voltant de la pel·lícula
- Alan Alda, conegut gràcies a la sèrie M*A*S*H, va escriure aquí el seu primer guió pel cinema.